# Grand Prix automobile de Rose City 2000
Navigation
Édition précédente Édition suivante
Le Grand Prix de Rose City 2000, disputé sur le 10 septembre 2000 sur le Portland International Raceway est la cinquième manche de l'American Le Mans Series 2000.

## Course

### Classement de la course
Classement final de la course (vainqueurs de catégorie en gras), :
| Pos.   | Catégorie | N° | Écurie                              | Pilotes                                         | Châssis                          | Pneus | Tours/Abandon |
| Pos.   | Catégorie | N° | Écurie                              | Pilotes                                         | Moteur                           | Pneus | Tours/Abandon |
| ------ | --------- | -- | ----------------------------------- | ----------------------------------------------- | -------------------------------- | ----- | ------------- |
| 1      | LMP       | 77 | Audi Sport North America            | Rinaldo Capello Allan McNish                    | Audi R8                          | M     | 136           |
| 1      | LMP       | 77 | Audi Sport North America            | Rinaldo Capello Allan McNish                    | Audi 3.6L Turbo V8               | M     | 136           |
| 2      | LMP       | 1  | Panoz Motor Sports                  | David Brabham Jan Magnussen                     | Panoz LMP-1 Roadster-S           | M     | 136           |
| 2      | LMP       | 1  | Panoz Motor Sports                  | David Brabham Jan Magnussen                     | Élan 6L8 6.0L V8                 | M     | 136           |
| 3      | LMP       | 42 | BMW Motorsport Schnitzer Motorsport | Jörg Müller JJ Lehto                            | BMW V12 LMR                      | M     | 135           |
| 3      | LMP       | 42 | BMW Motorsport Schnitzer Motorsport | Jörg Müller JJ Lehto                            | BMW S70 6.0L V12                 | M     | 135           |
| 4      | LMP       | 78 | Audi Sport North America            | Frank Biela Emanuele Pirro                      | Audi R8                          | M     | 135           |
| 4      | LMP       | 78 | Audi Sport North America            | Frank Biela Emanuele Pirro                      | Audi 3.6L Turbo V8               | M     | 135           |
| 5      | LMP       | 36 | Johansson-Matthews Racing           | Stefan Johansson Guy Smith                      | Reynard 2KQ-LM                   | Y     | 135           |
| 5      | LMP       | 36 | Johansson-Matthews Racing           | Stefan Johansson Guy Smith                      | Judd GV4 4.0L V10                | Y     | 135           |
| 6      | LMP       | 2  | Panoz Motor Sports                  | Johnny O'Connell Hiroki Katou                   | Panoz LMP-1 Roadster-S           | M     | 134           |
| 6      | LMP       | 2  | Panoz Motor Sports                  | Johnny O'Connell Hiroki Katou                   | Élan 6L8 6.0L V8                 | M     | 134           |
| 7      | LMP       | 0  | Team Rafanelli SRL                  | Mimmo Schiattarella Didier de Radigues          | Lola B2K/10                      | M     | 133           |
| 7      | LMP       | 0  | Team Rafanelli SRL                  | Mimmo Schiattarella Didier de Radigues          | Judd (Rafanelli) GV4 4.0L V10    | M     | 133           |
| 8      | LMP       | 19 | Team Cadillac                       | Wayne Taylor Max Angelelli                      | Cadillac Northstar LMP           | P     | 133           |
| 8      | LMP       | 19 | Team Cadillac                       | Wayne Taylor Max Angelelli                      | Cadillac Northstar 4.0L Turbo V8 | P     | 133           |
| 9      | LMP       | 37 | Intersport Racing                   | Jon Field Rick Sutherland                       | Lola B2K/10                      | Y     | 127           |
| 9      | LMP       | 37 | Intersport Racing                   | Jon Field Rick Sutherland                       | Judd GV4 4.0L V10                | Y     | 127           |
| 10     | GTS       | 91 | Viper Team Oreca                    | Olivier Beretta Karl Wendlinger                 | Dodge Viper GTS-R                | M     | 123           |
| 10     | GTS       | 91 | Viper Team Oreca                    | Olivier Beretta Karl Wendlinger                 | Dodge 8.0L V10                   | M     | 123           |
| 11     | GT        | 51 | Dick Barbour Racing                 | Sascha Maassen Bob Wollek                       | Porsche 911 GT3-R                | M     | 121           |
| 11     | GT        | 51 | Dick Barbour Racing                 | Sascha Maassen Bob Wollek                       | Porsche 3.6L Flat-6              | M     | 121           |
| 12     | GTS       | 92 | Viper Team Oreca                    | David Donohue Tommy Archer                      | Dodge Viper GTS-R                | M     | 121           |
| 12     | GTS       | 92 | Viper Team Oreca                    | David Donohue Tommy Archer                      | Dodge 8.0L V10                   | M     | 121           |
| 13     | GT        | 7  | Prototype Technology Group          | Johannes van Overbeek Boris Said                | BMW M3                           | Y     | 121           |
| 13     | GT        | 7  | Prototype Technology Group          | Johannes van Overbeek Boris Said                | BMW 3.2L I6                      | Y     | 121           |
| 14     | GT        | 23 | Alex Job Racing                     | Randy Pobst Bruno Lambert                       | Porsche 911 GT3-R                | M     | 120           |
| 14     | GT        | 23 | Alex Job Racing                     | Randy Pobst Bruno Lambert                       | Porsche 3.6L Flat-6              | M     | 120           |
| 15     | GT        | 10 | Prototype Technology Group          | Brian Cunningham Niclas Jönsson                 | BMW M3                           | Y     | 119           |
| 15     | GT        | 10 | Prototype Technology Group          | Brian Cunningham Niclas Jönsson                 | BMW 3.2L I6                      | Y     | 119           |
| 16     | GT        | 70 | Skea Racing International           | Johnny Mowlem David Murry                       | Porsche 911 GT3-R                | P     | 118           |
| 16     | GT        | 70 | Skea Racing International           | Johnny Mowlem David Murry                       | Porsche 3.6L Flat-6              | P     | 118           |
| 17     | GT        | 30 | White Lightning Racing              | Wade Gaughran Robert Nagel                      | Porsche 911 GT3-R                | M     | 118           |
| 17     | GT        | 30 | White Lightning Racing              | Wade Gaughran Robert Nagel                      | Porsche 3.6L Flat-6              | M     | 118           |
| 18     | LMP       | 43 | BMW Motorsport Schnitzer Motorsport | Jean-Marc Gounon Bill Auberlen                  | BMW V12 LMR                      | M     | 117           |
| 18     | LMP       | 43 | BMW Motorsport Schnitzer Motorsport | Jean-Marc Gounon Bill Auberlen                  | BMW S70 6.0L V12                 | M     | 117           |
| 19     | GT        | 66 | The Racer's Group                   | Kevin Buckler Philip Collin                     | Porsche 911 GT3-R                | P     | 117           |
| 19     | GT        | 66 | The Racer's Group                   | Kevin Buckler Philip Collin                     | Porsche 3.6L Flat-6              | P     | 117           |
| 20     | LMP       | 24 | Johansson-Matthews Racing           | Jim Matthews Mark Simo                          | Reynard 2KQ-LM                   | Y     | 116           |
| 20     | LMP       | 24 | Johansson-Matthews Racing           | Jim Matthews Mark Simo                          | Judd GV4 4.0L V10                | Y     | 116           |
| 21     | GT        | 15 | Dick Barbour Racing                 | Terry Borcheller Jennifer Tumminelli Randy Wars | Porsche 911 GT3-R                | M     | 115           |
| 21     | GT        | 15 | Dick Barbour Racing                 | Terry Borcheller Jennifer Tumminelli Randy Wars | Porsche 3.6L Flat-6              | M     | 115           |
| 22     | GT        | 22 | Alex Job Racing                     | Kimberly Hiskey Doug Hebenthal                  | Porsche 911 GT3-R                | M     | 113           |
| 22     | GT        | 22 | Alex Job Racing                     | Kimberly Hiskey Doug Hebenthal                  | Porsche 3.6L Flat-6              | M     | 113           |
| 23     | GT        | 21 | MCR/Aspen Knolls                    | Shane Lewis Cort Wagner                         | Porsche 911 GT3-R                | P     | 108           |
| 23     | GT        | 21 | MCR/Aspen Knolls                    | Shane Lewis Cort Wagner                         | Porsche 3.6L Flat-6              | P     | 108           |
| 24     | GTS       | 08 | Roock Motorsport North America      | Zak Brown Vic Rice Mike Fitzgerald              | Porsche 911 GT2                  | Y     | 99            |
| 24     | GTS       | 08 | Roock Motorsport North America      | Zak Brown Vic Rice Mike Fitzgerald              | Porsche 3.8L Turbo Flat-6        | Y     | 99            |
| 25     | GT        | 5  | Dick Barbour Racing                 | Dirk Müller Lucas Luhr                          | Porsche 911 GT3-R                | M     | 90            |
| 25     | GT        | 5  | Dick Barbour Racing                 | Dirk Müller Lucas Luhr                          | Porsche 3.6L Flat-6              | M     | 90            |
| 26 DNF | GT        | 71 | Skea Racing International           | Rohan Skea Doc Bundy Richard Dean               | Porsche 911 GT3-R                | P     | 43            |
| 26 DNF | GT        | 71 | Skea Racing International           | Rohan Skea Doc Bundy Richard Dean               | Porsche 3.6L Flat-6              | P     | 43            |
| DNS    | LMP       | 13 | Phillips Motorsports                | Mel Hawkins Steven Knight                       | Lola B2K/40                      | ?     | -             |
| DNS    | LMP       | 13 | Phillips Motorsports                | Mel Hawkins Steven Knight                       | Nissan (AER) VQL 3.0L V6         | ?     | -             |